# 小行星22898
小行星22898（22898 Falce）是一颗绕太阳运转的小行星，为主小行星带小行星。该小行星于1999年10月发现。

## 轨道参数
小行星22898的轨道半长轴为445 865 880 km（2.9803869 UA），离心率为0.141。